# Otto Mader

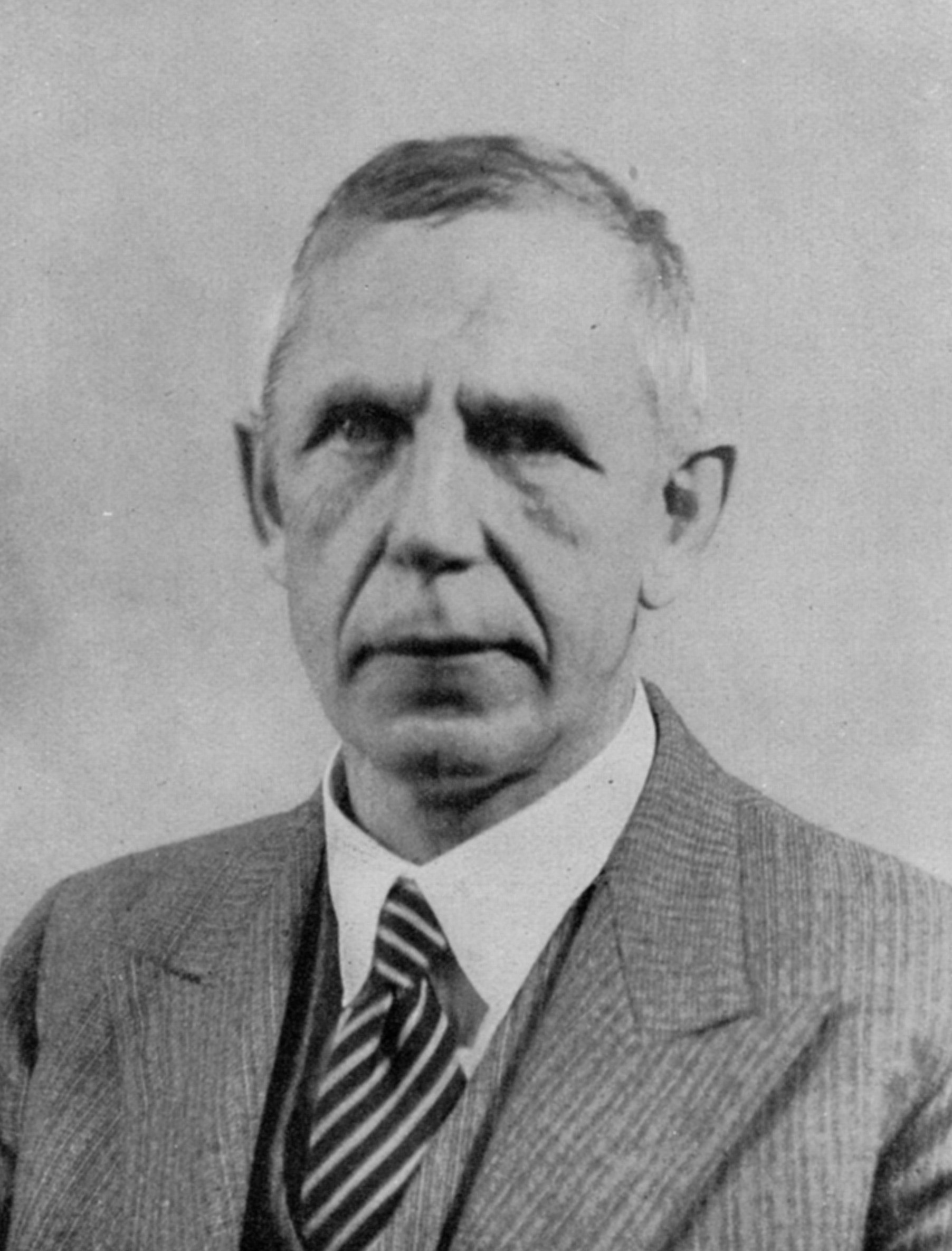
Otto Mader, um 1941

Otto Mader (* 17. September 1880 in Nürnberg; † 9. September 1944 in Landeck (Tirol)) war ein deutscher Ingenieur, Hochschullehrer und Wehrwirtschaftsführer. 

## Leben
Seine Eltern waren der Major im Generalstab Franz Mader und Luise. Schule und Studium absolvierte er in München. 1903/04 begann er bei der Münchner Maschinenbau-Gesellschaft und wechselte im folgenden Jahr zu MAN in Augsburg. 1906 bis 1909 promovierte er an der TH München bei Johann Ossanna und wurde Oktober Privatassistent in der „Versuchsanstalt Prof. Junkers“ in Aachen. 1910 setzte Junkers an der TH Aachen durch, dass Mader ihn im Fach Wärmetechnik sowie bei Übungen im Maschinenlaboratorium vertrat. 1912 habilitierte er dort in Messkunde.
1915 bekam er von Junkers die Leitung der neu gegründeten Dessauer Forschungsanstalt angeboten. Hier erfolgten aerodynamische Untersuchungen im Kanalstromapparat (Windkanal) und Versuche zur Bearbeitung und Verwendung von Duraluminium. Er arbeitete auch an der Entwicklung und dem Aufbau des ersten Ganzmetallflugzeug Junkers J 1 mit. Seine Hauptaufgabe war die Motorenentwicklung.
Während des Ersten Weltkriegs waren er und Hans Steudel Technische Direktoren von Junkers & Co.
1922, nach dem Tod von Otto Reuter setzte er mit Ernst Zindel die Entwicklung bei Junkers fort.
Ab 1922 war er Aufsichtsratsmitglied der 1919 gegründeten Junkers Flugzeugwerke AG und ab 1923 technischer Leiter der Junkers Motorenbau GmbH.
Am 1. April 1927 folgte er der Berufung zum Professor für Technische Mechanik an die TH München. Aufgrund von Cliquenwirtschaft kehrte er schon am 1. August 1928 nach Dessau zurück.
Er wurde Vorstandsmitglied der Junkers-Werke und die TH Dresden verlieh ihm 1928 die Ehrendoktorwürde.
Am 60. Geburtstag wurde er Ehrenmitglied der Lilienthal-Gesellschaft.
Er starb im Sanatorium Landeck (Tirol) an Leukämie, begleitet von einer schweren Lungenentzündung.

## Auszeichnungen
- Gedenkmünze der Lilienthal-Gesellschaft (1937)
- Goethe-Medaille für Kunst und Wissenschaft (1940)